# Metachandidae
Metachanda là một họ nhỏ bướm đêm có một chi duy nhất, Metachanda.

## Các loài
| - Metachanda aldabrella - Metachanda anomalella - Metachanda argentinigrella - Metachanda astrapias - Metachanda autocentra - Metachanda barchychlaena - Metachanda baryscias - Metachanda benoistella - Metachanda borbonicella - Metachanda brunneopunctella - Metachanda cafrerella - Metachanda citrodesma - Metachanda classica - Metachanda coetivyella - Metachanda columnata - Metachanda cophaea - Metachanda crocozona - Metachanda crypsitricha - Metachanda declinata | - Metachanda drypsolitha - Metachanda eophaea - Metachanda eucyrtella - Metachanda fimbriata - Metachanda fortunata - Metachanda fulgidella - Metachanda fumata - Metachanda gerberella - Metachanda glaciata - Metachanda gymnosopha - Metachanda hamonella - Metachanda heterobela - Metachanda holombra - Metachanda hugotella - Metachanda hydraula - Metachanda larochroa - Metachanda louvelella - Metachanda malevola - Metachanda miltospila | - Metachanda mormodes - Metachanda nigromaculella - Metachanda noctivaga - Metachanda oncera - Metachanda oxyacma - Metachanda oxyphrontis - Metachanda phalarodora - Metachanda cây mậnbaginella - Metachanda prodelta - Metachanda ptilodoxa - Metachanda reunionella - Metachanda rungsella - Metachanda rutenbergella - Metachanda sublevata - Metachanda taphrospila - Metachanda thaleropis - Metachanda trimetropa - Metachanda trisemanta - Metachanda trixantha |